# Kasteel Pierco

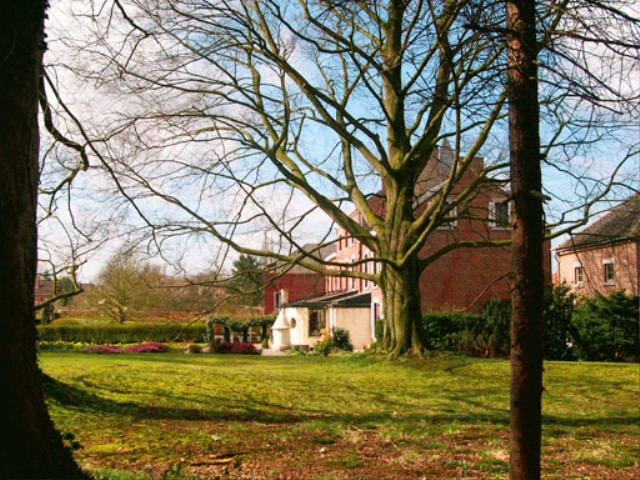
Kasteel Pierco

Het Kasteel Pierco is een kasteel in de tot de Vlaams-Brabantse plaats Landen behorende plaats Walshoutem, gelegen aan de Piercostraat 14-15.

## Geschiedenis
Feitelijk betreft dit een landhuis met kasteelachtige allure, omstreeks 1837 gebouwd in opdracht van Pierre-Joseph Giroul die burgemeester en huisarts was. Omstreeks 1850 liet hij dit huis uitbreiden met een dienstenvleugel. Enige jaren later werd het goed verkocht aan Lambert-Hubert Pierco die pastoor was in Grand-Hallet. Deze zette de dienstenvleugel om in een distilleerderij die van een stoommachine was voorzien. In 1872 verkocht hij het goed aan zijn neef Jean Pierco die burgemeester was. Deze liet een park aanleggen van ruim 3 ha.
In 1906 werd de distilleerderij buiten bedrijf gesteld. In de jaren '20 van de 20e eeuw werd het kasteeltje verbouwd in historiserende stijl, in opdracht van Pierco's kleinzoon, die ook Jean heette. Het distilleerderijgebouw werd omgebouwd tot een salle Flamande, waarbij materiaal van een voormalig Antwerps herenhuis werd benut.